# Revue africaine
 (septembre 2019).
Si vous disposez d'ouvrages ou d'articles de référence ou si vous connaissez des sites web de qualité traitant du thème abordé ici, merci de compléter l'article en donnant les références utiles à sa vérifiabilité et en les liant à la section « Notes et références ».
Revue africaine, sous-titrée Journal des travaux de la Société historique algérienne, par les membres de la Société et sous la direction de la commission permanente du journal, est un titre de presse créé le 21 avril 1856 et dont le dernier numéro date de 1962. Son premier directeur fut Adrien Berbrugger, élu président de la Société historique le 2 mai 1856. Cette revue, dont les articles sont consacrés à l'Afrique du Nord, est l'un des instruments essentiels pour la connaissance de l'histoire de l'Algérie.

## Confusion possible
Une première revue a porté le nom de Revue africaine, sous le titre complet de Revue Africaine. Recueil consacré aux intérêts matériels et moraux des possessions françaises en Afrique et au succès de la colonisation d'Alger. Elle a connu une existence éphémère avec dix numéros publiés entre 1837 et 1838. Pendant une durée très brève (1837) elle a même porté le sous-titre suivant : « faisant suite aux Annales Algériennes de Monsieur Pélissier (sic) capitaine d'état major ». Cette revue a été créée par deux avocats, Franque et Firbach, pour promouvoir les idées des partisans de la colonisation de l'Algérie.

### Archives
- La revue a été microfilmée et consultable en Bibliothèque d'étude à la Bibliothèque nationale de France (BnF) pour certaines périodes 1956 à 1962. Une réédition partielle, de qualité médiocre, a été effectuée par Office des Publications Universitaires algérien dans le courant des années 1980-1990.